# 一般性を失わない
数学において、一般性を失わない（いっぱんせいをうしなわない）という表現は、命題の証明中にしばしば用いられるフレーズである。英語では「一般性を失わず（○○とする）」という意味合いで "without loss of generality" と表現され、しばしば W.l.o.g. や WLOG あるいは w.l.g. などと略される。
証明においては、与えられた条件を満足する個々の場合全てに通用する議論を行うべきであるが、問題によってはある特殊な場合の証明から他の全ての場合の証明が容易に導けることがある。このような場合に「（ある特殊な場合だけを考えても）一般性を失わない」として、それ以外の場合についての議論を省略することがある。
このフレーズが使われる状況には、なんらかの対称性が介在することが多い。例えば、同じ条件を満たす 2つの数 x, y に関する命題を x と y の大小関係に着目して証明するとき、x ≤ y の場合と y ≤ x の場合について議論しなければならないが、x ≤ y の場合の証明において x と y を入れ替えれば y ≤ x の場合の証明が得られるので「x ≤ y と仮定して一般性を失わない」と宣言した上で y ≤ x の場合における証明を省くことができる。例えば、シュールの不等式を証明する際には、この手法によって見通しが良くなる。
当然ではあるが、この表現を見たり書いたりした際には、本当に「一般性を失っていない」のかを確認しなくてはならない。省略した部分が自明とはいえないような場合であれば、その証明は完全であるとはいえない。